# Тайрус (компания)
Тайрус (англ. Tairus, словослияние Тайско и Русский) — научно-производственное предприятие, основанное в 1989 году в Новосибирске. Название фирмы «TAIRUS» (русское название «Тайрус») происходит от слияния слов «Таиланд» и «Россия», что отражает факт её учреждения таиландской ювелирной компанией Pinky Trading (Бангкок, Таиланд) и Объединенным Институтом Геологии, Минералогии и Геофизики Сибирского Отделения Российской Академии Наук (Новосибирск). Производственный и научно-исследовательские отделы компании TAIRUS располагаются на территории Новосибирского Академгородка. Компания является мировым лидером по исследованию и производству кристаллов гидротермального изумруда, а также занимает лидирующие инновационные позиции среди мировых компаний по производству опытных образцов гидротермальных кристаллов сапфиров и рубина..

## История
История компании TAIRUS начинается в начале 1960-х годов, когда известный минералог, один из основателей Института Геологии и Геофизики (ИГиГ СО АН СССР) в новосибирском Академгородке (Россия), академик В. С. Соболев сформулировал для своих сотрудников задачу разработать метод выращивания кристаллов изумруда. Работы по решению этой задачи велись в двух направлениях:
выращивание кристаллов из растворов в расплавах солей (лаборатория к.г.-м.наук Г. В. Букина) и, второе направление, выращивание из гидротермальных растворов (лаборатория к.г.-м.наук В. А. Кляхина). В конце 1960-х годов кристаллы изумруда были выращены из расплавов солей. Затем, в начале 1970-х годов, группе молодых сотрудников лаборатории роста кристаллов из гидротермальных растворов также удалось вырастить и гидротермальный изумруд, который позднее стали называть «Russian emerald». Технология выращивания «Russian emerald» оказалась технологичнее раствор-расплавной и впоследствии именно она стала базой для основания деятельности компании TAIRUS. Наибольший вклад в работу по данной технологии внесли молодые сотрудники лаборатории роста кристаллов из гидротермальных растворов: А. Лебедев, А. Ильин и Д. Фурсенко (все выпускники ГГФ Новосибирского Государственного Университета).
С момента появления первого кристалла гидротермального изумруда в ИГиГ СО АН СССР технология ростового процесса постоянно совершенствовалась. Основные работы в этом направлении были ориентированы на:
```
	а) усиление насыщенности цвета гидротермального изумруда;
[
4
]

	б) увеличение равномерности окраски кристаллов;
	в) борьбу с дефектностью кристаллов (цель – выращивание кристалла, не содержащего ни единой трещинки);
[
5
]
[
6
]

	г) повышение воспроизводимости ростового процесса;
[
7
]

	д) увеличение выхода выросшего материала. 
```

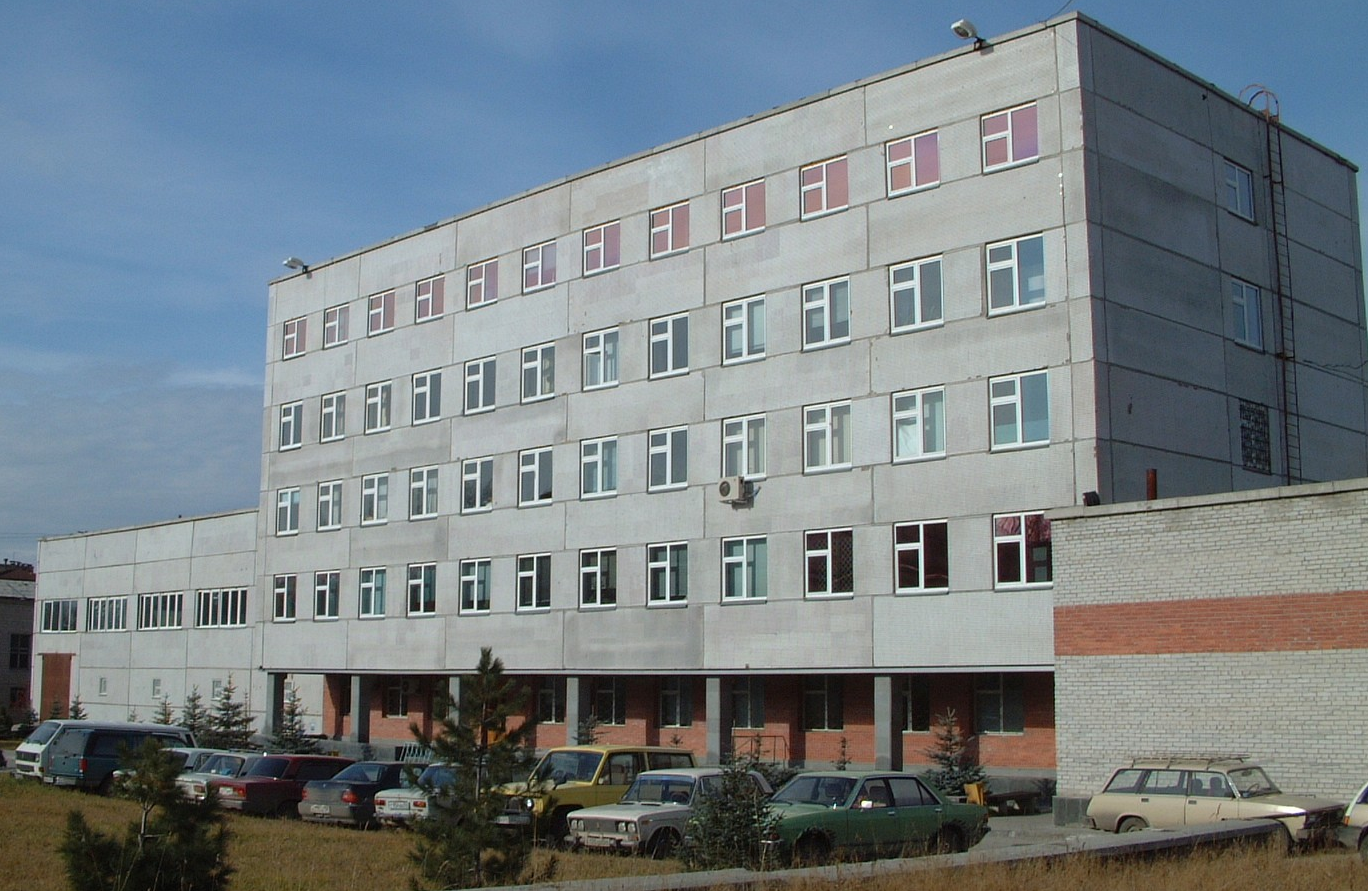
Здание, в котором на первом и втором этажах располагаются офисные и лабораторные помещения. Фото 1992 г.

Для интенсификации технологических исследований появилась идея организовать отдельное научно-производственное подразделение, ориентированное именно на инновационное производство «Russian emerald». Эту идею поддержал директор ОИГГМ СО РАН (название после реорганизации ИГиГ СО АН СССР), академик Н. Л. Добрецов, ученик академика В. С. Соболева. Так в 1989 году появилось Совместное Предприятие TAIRUS. Основателями компании TAIRUS стали создатели гидротермального метода выращивания кристаллов изумруда, а также их коллеги О. Холдеев и В. Ефремов. Позднее в коллектив компании TAIRUS приходили новые сотрудники из числа выпускников факультета Геологии и Геофизики Новосибирского Государственного Университета, В. Томас, И. Фурсенко, В. Мальцев и С. Дёмин, наиболее выдающиеся из которых и составили костяк исследовательской лаборатории.
В основе коммерческой деятельности компании TAIRUS лежат уникальные инновационные технологии, разработанные сотрудниками предприятия и научными сотрудниками факультета Геологии и Геофизики Новосибирского Государственного Университета.

## Номенклатура производимых кристаллов
К настоящему времени в TAIRUS разработаны технологии коммерческого выращивания кристаллов различных минералов семейств берилла Be3Al2Si6O18 , корунда Al2O3 и хризоберилла BeAl2O4, допированных различными примесями. Первые два выращиваются гидротермальным методом, последний — из расплава методом ГНК.
1)	Изумруд «Russian emerald». Зелёная разновидность берилла; основные примеси — ионы Cr3+ и Fe3+. TAIRUS является основным мировым производителем по данной позиции.
2)	Изумруд «Columbian emerald», зелёная разновидность берилла; основная примесь — ионы V3+. Характеризуется более светлым оттенком, чем традиционный изумруд. Выращиваемый в TAIRUS колумбийский изумруд практически неотличим от природного колумбийского изумруда, который в настоящее время рассматривается как эталон цвета изумрудов. Кристаллы отличаются исключительной прозрачностью, в результате чего ограненные вставки из этого вида материала сохраняют свою игру при любых размерах камней. TAIRUS — единственный в мире производитель гидротермального изумруда колумбийского цвета, ни одна другая научная лаборатория в мире не смогла достичь такой идентичности с натуральным камнем по всем характеристикам (цвету, химическому и физическому составу и дисперсии).
3)	Аквамарин. Природный аквамарин — разновидность берилла, окрашенная обычно в зеленовато-голубые и голубые тона. Выращиваемый в TAIRUS аквамарин имеет интенсивный синевато-голубой цвет, аналогичный цвету наиболее редкой и дорогой природной разновидности аквамарина. Такой цвет обусловлен центрами переноса заряда Fe2+ — Fe3+ . Компания TAIRUS так же является единственной компанией в мире производящей выращенный аквамарин.
4)	Морганит — разновидность берилла, окрашенная примесями ионов Mn3+ в малиновый цвет.
5)	«Paraiba colored» берилл — разновидность берилла, окрашенная примесью ионов Cu2+ в «неоновый» голубой цвет. Цветовой аналог очень редкого и популярного драгоценного камня турмалина параиба.
6)	Гидротермальный синий сапфир — разновидность корунда, интенсивный синий цвет которого обусловлен центрами переноса заряда Ti4±Fe2+. Именно эти центры окрашивают изумительные природные Кашмирские сапфиры и искусственные синие сапфиры, выращенные методом Вернейля. В отличие от последних, гидротермальные синие сапфиры характеризуются равномерным распределением окраски.
7)	Гидротермальный рубин — разновидность корунда красного цвета, содержащий примеси ионов Cr3+. В отличие от рубинов, выращенных методом Вернейля, гидротермальные рубины практически неотличимы от лучших природных образцов.
8)	Никель- и хром-никелевые гидротермальные сапфиры — разновидность корунда, содержащего примеси ионов Ni3+, Ni2+ и Cr3+ в различных соотношениях. В зависимости от количеств перечисленных примесей получаются сапфиры всех возможных цветов видимой части оптического спектра. В том числе так называемая падпараджа — оранжевый сапфир цвета пламени костра.
9)	Александрит — разновидность хризоберилла, содержащая примеси ионов V3+ и Cr3+. Именно эти примеси обуславливают «александритовую» окраску камней: синевато-зеленую при дневном свете и фиолетово-красную при свете лампы накаливания.ГНК александрит
Важно отметить, что перечисленные выше кристаллы «Columbian emerald», аквамарин, «Paraiba colored», гидротермальный синий сапфир, гидротермальный рубин, никель- и хром-никелевые гидротермальные сапфиры выращиваются только на предприятие TAIRUS, ни одно из конкурирующих предприятий не смогло воссоздать данные технологии и методы выращивания кристаллов.

## Научно-исследовательская деятельность
При решении различных технологических задач по гидротермальному росту кристаллов и разработке методик роста новых кристаллов обнаружилось, что многие вопросы не имеют достаточной фундаментальной проработки. В связи с этим в компании были предприняты самостоятельные фундаментальные исследования в следующих направлениях:
- тепло- и массоперенос при гидротермальном росте кристаллов;
- участие ультрадисперсных сред в природных и лабораторных гидротермальных процессах;
- теория регенерации кристаллов;
- теоретические аспекты образования кристаллических сростков.[12]

В результате работ по этим направлениям сотрудниками компании TAIRUS было опубликовано более 25 работ в отечественных и зарубежных журналах, защищено две диссертации на степень кандидата геолого-минералогических наук.
Кроме того, поскольку компания TAIRUS является носителем уникальных гидротермальных технологий по выращиванию кристаллов, TAIRUS успешно сотрудничает с ведущими научно-исследовательскими институтами России, такими как Московский физико-технический институт (МФТИ, Москва, Россия), Институт общей физики имени А. М. Прохорова РАН (сокр: ИОФ, Москва, Россия), ИГиМ СО РАН (Новосибирск, Россия) и другими. Сотрудничество выражается как в предоставлении оборудования для исследований, помощи в проведение опытов; выполнении отдельных этапов совместных исследований.